# Pedro Villar Gómez
Pedro Villar Gómez (Cazorla, 26 de marzo de 1878-Quesada, 17 de agosto de 1947) fue un abogado y político español.

## Biografía
Durante la época de la Restauración fue elegido diputado a Cortes por la circunscripción de Jaén durante las elecciones de 1910, aunque no obtuvo acta al declararse nula la elección. Volvió a presentarse en las elecciones de 1923 y esta vez sí obtuvo acta de diputado por la facción liberal-demócrata. Ejerció el cargo de gobernador civil en las provincias de Huelva, Orense y Cáceres. Además, dirigió varias publicaciones liberales de ámbito jienense, como el diario La Palabra (1903-1904).
Durante el período de la Segunda República estuvo afiliado al partido centrista Unión Republicana (UR). Fue nombrado director general de Prisiones brevemente en 1935, y nuevamente en 1936, tras las elecciones de febrero. Sin embargo, tras el estallido de la guerra civil se vio abrumado por los sucesos que le sobrepasaron, como la matanza de la cárcel Modelo de Madrid. Villar protestó repetidamente al Gobierno por el hecho de que desde el estallido de la contienda los milicianos pudiesen entrar sin control en las prisiones y liberar a los presos comunes, o llevarse a los detenidos derechistas. Además, su hijo —militar perteneciente al cuerpo de artillería— se había unido a los sublevados en Córdoba. Todo esto le llevó a acabar presentando la dimisión de su cargo en septiembre, y a abandonar la escena política.
Posteriormente fue nombrado delegado del Gobierno en la Confederación Hidrográfica del Tajo, entre 1937 y 1938.